# Amelia Bródka
Amelia Bródka lub Amelia Brodka (ur. 18 sierpnia 1989 w Nowej Sarzynie) – polsko-amerykańska skateboardzistka, trenerka, działaczka społeczna i prezes Exposure Skate Organization. Medalistka mistrzostw świata, Europy, Australii, Polski. Specjalizuje się w konkurencji park. Reprezentantka Polski na igrzyskach olimpijskich w Tokio. Aktywnie wspiera dziewczęta i kobiety jeżdżące na deskorolce.

## Życiorys
Amelia Bródka urodziła się i dorastała w Nowej Sarzynie. W 1996 wyemigrowała wraz z rodziną do Stanów Zjednoczonych, gdzie od kilku lat przebywał jej ojciec. W wieku 12 lat zainteresowała się skateboardingiem po obejrzeniu rywalizacji kobiet na X-Games w Filadelfii w 2002.
Najważniejszymi sukcesami zawodniczki było 3. miejsce na World Vert Championships (2017), 1. miejsce na European Park Championships (2017, 2018), 2. miejsce na Australian Bowl Championships (2017) i 1. miejsce na Deskorolkowych Mistrzostwach Polski (2020). Na igrzyskach olimpijskich w Tokio zajęła 17. miejsce w eliminacjach w kategorii park i nie awansowała do finału.
Kiedy zaczęła startować w profesjonalnych zawodach skateboardingowych, zauważyła wyraźny brak wsparcia dla kobiet i dziewcząt w tej dyscyplinie i likwidowanie zawodów sportowych im dedykowanych. Nakręcony przez nią film dokumentalny Underexposed: A Women’s Skateboarding Documentary (2011), miał na celu rzucenie światła na miejsce i rolę kobiet w jeździe na deskorolce. Dokument wyświetlono na kilku amerykańskich festiwalach filmowych. W dalszym promowaniu kobiecego skateboardingu zorganizowała, wraz z Leslie Cohen, zawody o nazwie Exposure. Następnie założyły organizację non profit Exposure Skate Organization – wspierającą zawodniczki i organizującą różnego rodzaju szkółki. Od początku organizacja zaczęła wspierać ofiary przemocy domowej.
Uzyskała bachelor’s degree na Uniwersytecie Południowej Kalifornii na kierunku komunikacja. Mieszka w Vista ze swoim mężem, Alekiem Beckiem.